# Kiseru
Kiseru (煙管 'kiseru'?) es el término japonés para la pipa japonesa antigua. Las kiseru eran utilizadas para fumar una gran variedad de sustancias, incluyendo tabaco, cannabis y opio. 

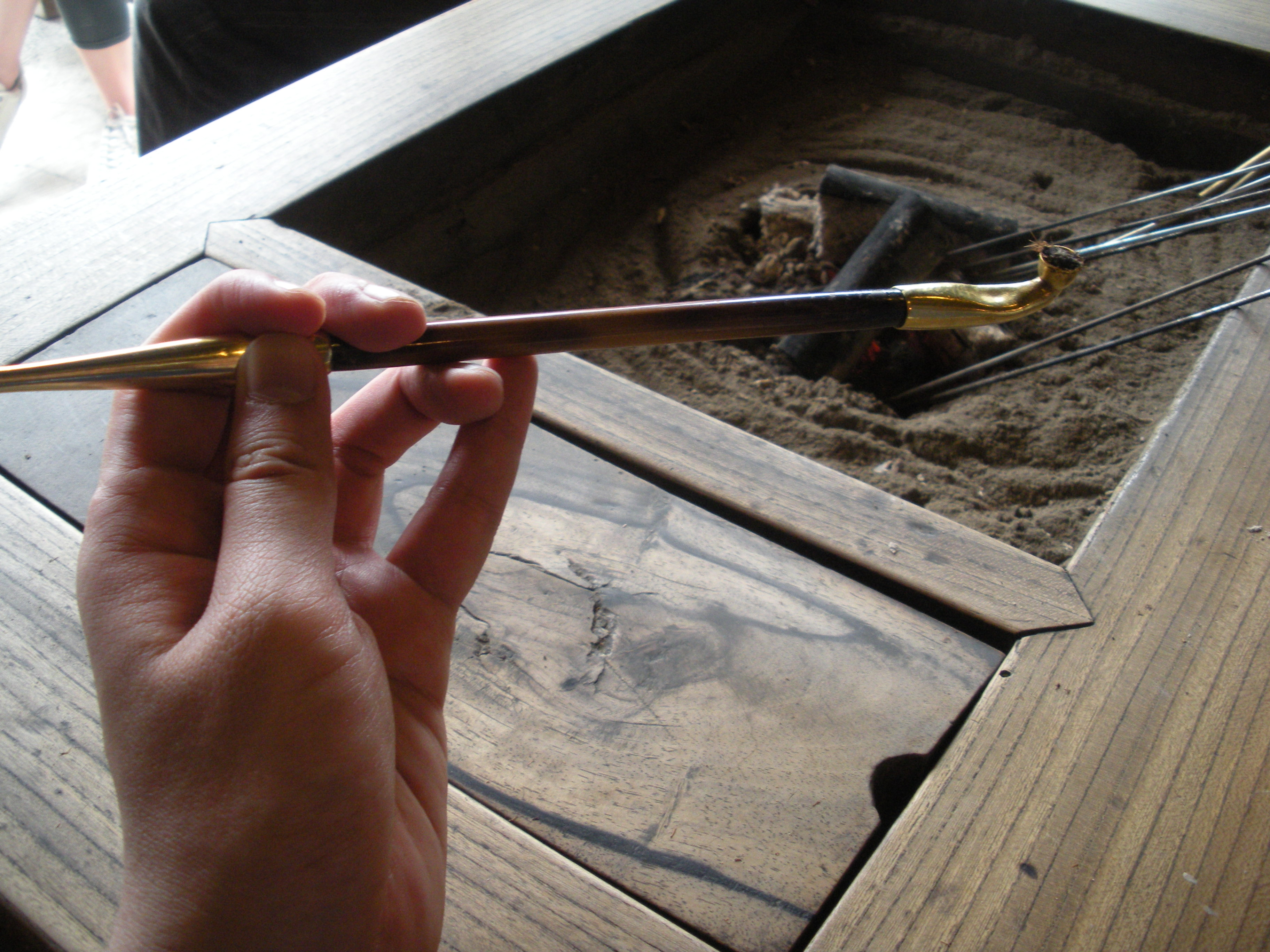
Kiseru.

Están hechos tradicionalmente con piezas de metal en ambos extremos (la boquilla y el contenedor de hierba) unidos por un cilindro de madera de bambú. Una de las características del kiseru es que la pipa contenedora de hierba o tabaco es mucho más pequeña que las pipas occidentales. 
Muchas pipas son adornadas con motivos artísticos y exquisitos detalles realizados por artesanos. Las distintas variantes representan mayoritariamente el símbolo de estatus del dueño cuando son confeccionadas con metales preciosos. La palabra «kiseru» proviene de la palabra camboyana «ksher». Al ser básicamente un elemento de madera con extremos metálicos, los kiseru más largos han sido utilizados como armas, especialmente por samuráis del período Edo (kabukimono) en Japón. 
El tabaco ingresa a Japón en el año 1570 y los kiserus se transformaron en objetos muy populares, tanto como para ser mencionados incluso en algunos escritos budistas y textos escolares para los niños. El kiseru evolucionó junto al uso del equipo utilizado para la quema de incienso, asociado con la ceremonia del té. El kō-bon, o porta sahumerio, se convirtió en tabako-bon, un lugar para depositar el tabaco y el contenedor para la quema de incienso, en un cuenco para contenedor de brasa ardiente, y así el tazón para depositar el incienso se utilizó como cenicero. 